# Нурмесниеми, Антти

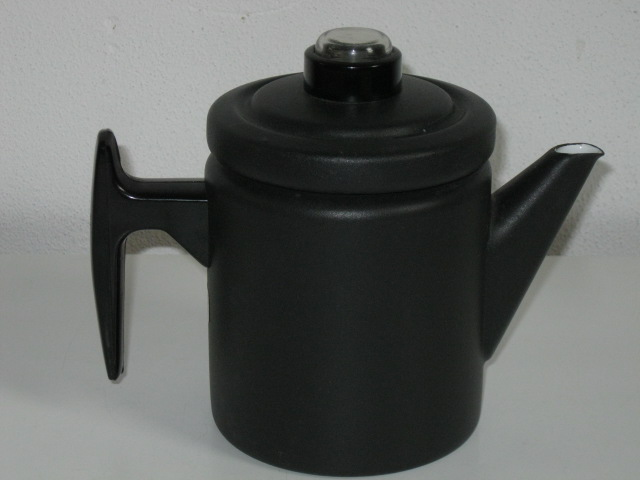
Кофейник Антти Нурмесниеми

Антти Нурмесниеми (фин. Antti Nurmesniemi; 30 августа 1927, Хямеэнлинна — 11 сентября 2003, Хельсинки) — финский промышленный дизайнер, обладатель приза Луннинга (1959). Работал с кожей, алюминиевыми и стальными трубками, пластиком, эмалированным металлом. Был женат на штатном дизайнере модной компании «Маримекко» Вуокко Эсколин-Нурмесниеми (фин. Vuokko Eskolin-Nurmesniemi). Сотрудничал с Ээро Аарнио. Наиболее известные работы — эмалированные кофейники «Маленький инспектор» (фин. Pikku Pehtoori) и «Большой инспектор» (фин. Iso Pehtoori) (1958), разработанные для компании Wärtsilä. В 1960-е годы они были самыми популярными кофейниками в Финляндии.